# Yerköy
Yerköy là một huyện thuộc tỉnh Yozgat, Thổ Nhĩ Kỳ. Huyện có diện tích 1263 km² và dân số thời điểm năm 2007 là 42219 người, mật độ 33 người/km².